# Gianni Faresin
Gianni Faresin (Marostica, Vèneto, 16 de juliol de 1965) va ser un ciclista italià, que fou professional entre 1988 i 2004. De la seva carrera professional destaca la victòria a la Volta a Llombardia de 1995 i el Campionat d'Itàlia en ruta de 1997.

## Palmarès
- 1982
  - 1r al Giro de Basilicata
- 1991
  - 1r al Gran Premi de la indústria i l'artesanat de Larciano
  - 1r al Gran Premi de Camaiore
- 1992
  - 1r al Gran Premi de la indústria i l'artesanat de Larciano
  - Vencedor d'una prova del Trofeo dello Scalatore
- 1994
  - 1r al Gran Premi de Cordignano
  - Vencedor d'una etapa del Giro del Trentino
- 1995
  - 1r a la Volta a Llombardia
  - 1r a la Hofbrau Cup i vencedor d'una etapa
- 1996
  - Vencedor d'una etapa del Giro del Trentino
- 1997
  -  Campió d'Itàlia en ruta (Gran Premi de la indústria i l'artesanat de Larciano)
- 2000
  - 1r a la Luk Cup
- 2001
  - 1r al Trofeu Matteotti

### Resultats al Giro d'Itàlia
- 1988. 50è de la classificació general
- 1990. 44è de la classificació general
- 1991. 17è de la classificació general
- 1992. 13è de la classificació general
- 1993. 23è de la classificació general
- 1994. 31è de la classificació general
- 1995. 42è de la classificació general
- 1996. 19è de la classificació general
- 1997. 28è de la classificació general
- 1998. 6è de la classificació general
- 2001. 19è de la classificació general
- 2002. 21è de la classificació general
- 2003. 17è de la classificació general
- 2004. No surt (10a etapa)

### Resultats al Tour de França
- 1993. 11è de la classificació general
- 1994. No surt (12a etapa)
- 1999. 23è de la classificació general

### Resultats a la Volta a Espanya
- 1989. 50è de la classificació general
- 1997. 9è de la classificació general
- 1999. 25è de la classificació general
- 2000. 20è de la classificació general. Vencedor de les metes volants